# Старонекрасівська сільська рада
Старонекра́сівська сільська́ ра́да — колишня адміністративно-територіальна одиниця та орган місцевого самоврядування в Ізмаїльському районі Одеської області. Адміністративний центр — село Стара Некрасівка.

## Загальні відомості
Старонекрасівська сільська рада утворена в 1945 році.
- Територія ради: 68,86 км²
- Населення ради: 3 384 особи (станом на 2001 рік)
- Водоймища на території, підпорядкованій даній раді: річка Дунай, озеро Криве

## Населені пункти
Сільській раді підпорядковані населені пункти:
- с. Стара Некрасівка
- с. Дунайське

## Населення
Згідно з переписом 1989 року населення сільської ради становило 3422 особи, з яких 1606 чоловіків та 1816 жінок.
За переписом населення 2001 року в сільській раді мешкали 3362 особи.

### Мова
Розподіл населення за рідною мовою за даними перепису 2001 року:
| Мова       | Відсоток |
| ---------- | -------- |
| російська  | 90,69 %  |
| українська | 5,5 %    |
| молдовська | 2,01 %   |
| болгарська | 1,42 %   |
| гагаузька  | 0,09 %   |
| циганська  | 0,06 %   |
| німецька   | 0,03 %   |

## Склад ради
Рада складається з 20 депутатів та голови.
- Голова ради:
- Секретар ради: Волчкова Ірина Михайлівна

### Керівний склад попередніх скликань
| Прізвище, ім'я, по батькові | Основні відомості                                            | Дата обрання | Дата звільнення |
| --------------------------- | ------------------------------------------------------------ | ------------ | --------------- |
| Гуслякова Ганна Авдіївна    | Сільський голова, 1954 року народження, член Народної партії | 26.03.2006   | 31.10.2010      |

Примітка: таблиця складена за даними сайту Верховної Ради України

### Депутати
За результатами місцевих виборів 2010 року депутатами ради стали:

#### За суб'єктами висування
| Суб'єкт висування | Кількість обраних депутатів | %   |
| ----------------- | --------------------------- | --- |
| Самовисування     | 20                          | 100 |

#### За округами
| № округу | Прізвище, ім'я, по батькові       | Дата визнання обраним | Освіта             | Партійна приналежність | Відомості про обраного депутата                                   |
| -------- | --------------------------------- | --------------------- | ------------------ | ---------------------- | ----------------------------------------------------------------- |
| 1        | Гайдут Василь Васильович          | 02.11.2010            | середня спеціальна | позапартійний          | пенсіонер                                                         |
| 2        | Волчкова Ірина Михайлівна         | 02.11.2010            | вища               | член Народної партії   | Старонекрасівська сільська рада, секретар                         |
| 3        | Захаров Сергій Семенович          | 02.11.2010            | вища               | позапартійний          | АОЗТ АК «Свобода», ланковий                                       |
| 4        | Сарлучану Іван Федорович          | 02.11.2010            | середня спеціальна | позапартійний          | АОЗТ АК «Свобода», завідувач автогаража                           |
| 5        | Ташакова Жанна Іванівна           | 02.11.2010            | середня спеціальна | позапартійна           | дитячий ясла-сад «Яблунька», вихователь                           |
| 6        | Маслов Анатолій Трохимович        | 02.11.2010            | середня спеціальна | позапартійний          | приватний підприємець, директор                                   |
| 7        | Орлова Антоніна Павлівна          | 02.11.2010            | середня спеціальна | член Народної партії   | Старонекрасівська сільська рада, головний бухгалтер               |
| 8        | Черятников Володимир Валентинович | 02.11.2010            | середня спеціальна | позапартійний          | АОЗТ АК «Свобода», завідувач складу ПММ                           |
| 9        | Гайдут Анатолій Васильович        | 02.11.2010            | вища               | позапартійний          | СДПЧ 13 (МЧС), пожежник                                           |
| 10       | Акимова Марія Семенівна           | 02.11.2010            | середня            | член Народної партії   | Старонекрасівська сільська рада, землевпорядник                   |
| 11       | Берило Микола Григорович          | 02.11.2010            | вища               | член Народної партії   | АОЗТ АК «Свобода», начальник мехзагіну                            |
| 12       | Заікік Юрій Миколайович           | 02.11.2010            | вища               | позапартійний          | АОЗТ АК «Свобода», наставник                                      |
| 13       | Сарлучану Іван Іванович           | 02.11.2010            | середня спеціальна | позапартійний          | ДП «Ізмаїльський морський торговельний порт», докер — механізатор |
| 14       | Муравльов Іван Іванович           | 02.11.2010            | середня спеціальна | позапартійний          | ДБ Полікліника, оператор газового обладнення                      |
| 15       | Пащенко Тетяна Семенівна          | 02.11.2010            | середня спеціальна | позапартійна           | тимчасово не працює                                               |
| 16       | Мартиненко Іван Миколайович       | 02.11.2010            | середня спеціальна | позапартійний          | АОЗТ АК «Свобода», начальник служби охорони                       |
| 17       | Захарова Ольга Павлівна           | 02.11.2010            | вища               | позапартійна           | АОЗТ АК «Свобода», бухгалтер                                      |
| 18       | Полубуткіна Олена Гаврилівна      | 02.11.2010            | середня спеціальна | член Народної партії   | АОЗТ АК «Свобода», бухгалтер                                      |
| 19       | Третьякова Валентина Іванівна     | 02.11.2010            | середня            | член Партії регіонів   | ПП «Тарасенко», кухар                                             |
| 20       | Мартинчук Катерина Василівна      | 02.11.2010            | середня            | позапартійна           | ПУВКХ, машиніст насосного обладнання                              |